# Rosettenevel
De Rosettenevel of Rozetnevel is een H-II-gebied in het sterrenbeeld Eenhoorn (Monoceros). De nevel is geassocieerd met een open sterrenhoop waarvan de sterren de nevel doen oplichten. Het complex heeft de volgende aanduidingen in de NGC-catalogus:
- NGC 2237 - Deel van de nevel (meestal wordt hiermee de hele nevel aangeduid)
- NGC 2238 - Deel van de nevel
- NGC 2239 - Deel van de nevel (ontdekt door John Herschel)
- NGC 2244 - De open sterrenhoop (ontdekt door John Flamsteed)
- NGC 2246 - Deel van de nevel

De Rosettenevel bevindt zich op een afstand van ongeveer 5000 lichtjaar van de Aarde (hoewel de schattingen vrij ver uiteenlopen), en meet zo'n 130 lichtjaar in diameter. De massa van de nevel wordt geschat op ongeveer 10 000 zonsmassa's.
De open sterrenhoop in de Rosettenevel is ontstaan uit materie van de nevel; stervorming is nog steeds aan de gang in het complex. De straling van de hete, jonge sterren leidt ertoe dat de nevel op zijn beurt weer licht uitzendt.
Onderzoek met het Chandra X-Ray Observatory in 2001 heeft de aanwezigheid aangetoond van een groep hete sterren in het centrum van de Rosettenevel, die het gebied rondom de sterren hebben verhit tot een temperatuur van zo'n 6 miljoen kelvin. Door deze hoge temperatuur zendt dit gebied veel röntgenstraling uit.

## De Rosettenevel voor de amateurastronoom
De Rosettenevel is moeilijk visueel waar te nemen. Een telescoop met een lage vergroting, alsook een zeer donkere waarneemlocatie, zijn vereisten. Fotografisch is de nevel, inclusief de rode kleur, eenvoudiger vast te leggen. De sterrenhoop NGC 2244 in de nevel is eenvoudig te zien met een verrekijker of kleine telescoop.

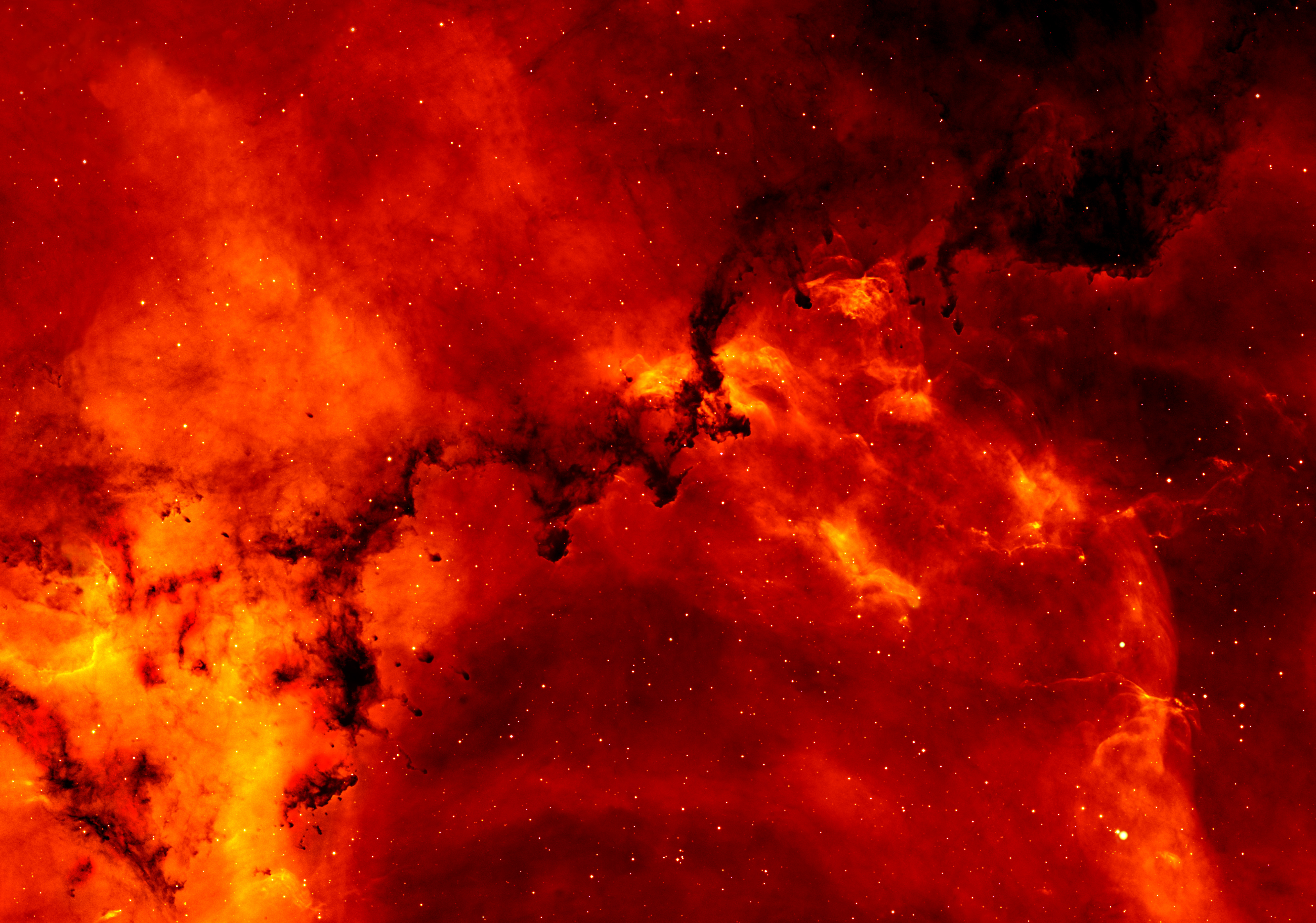
Close-up van de Rosettenevel in de H-alfa lijn van waterstof.